# 大洋反潛巡邏機
大洋反潛哨戒機(Q2M)是日本帝國海軍在第二次世界大戰末期研製一架東海反潛哨戒機的後繼機，由三菱重工研製，由於東海的性能低和與武裝貧乏，所以海軍高級官員才緊急下令研製，戰爭結束時僅停留在設計紙和木造模型。

## 研發簡史
1944年後期，當銀河轟炸機正式服役後，一式陸攻性能和武裝陳舊化，成為反潛哨戒用途，加上美國海軍的新型艦戰機出現和潛艇日益增強，杜拉鋁資源將會用盡，所以海軍高級官員下令以一式陸攻採用全木構造和加裝新型雷達和其它電子探測儀器、安裝新動力系統和武裝強化。下令三菱重工研製「十九試驗遠距離反潛哨戒機 東山」(Q2M)，最後的計劃案幾乎完全依照海軍要求。要求項目是：
- 1.動力系統為MK4T-B火星二五型引擎，最快速度以類似一式陸攻三四型
- 2.起飛距離600米以內
- 3.巡航速度315公里/小時（高度2000米）
- 4.具有東海巡邏、搜索反潛艇攻擊速度慢和航續距離保持2400至4100公里以上
- 5.優先全面安裝防彈燃料箱和防彈設備

三菱重工由本庄技師指導下的疋田徹郎技師研製，設計特徵是沿用四式重型轟炸機的機身和機翼，但是有些小改動、全木構造、加裝新型3式1型磁氣探測器、三式甲-6型雷達和其它電子探測裝備、動力為三菱MK4T-B火星二五型14氣缸空冷星型引擎(1,850匹馬力)、設置防彈裝甲、防彈玻璃和防彈燃料箱、載彈量與同一式陸攻同等一樣載彈量(1,000公斤炸彈或魚雷)或深水炸彈、射擊為兩門20毫米九九式機炮和自衛火力為兩挺13.2毫米二式機槍。
在1945年1月16日至2月21日間舉行5次研究會後，開始進行研製。同年6月，本機名稱變更為「十九試驗遠距離反潛哨戒機 大洋」(Q2M)，原本計劃在同年12月研製進度、空力設計、第二次模型風洞試驗、負荷算定、主要部分構造計劃和艤裝關係和在翌年3月完成大洋試驗機。 但是在8月12日至14日進行第二次實機大木型審查之後，戰爭結束，所有研製計劃也隨之胎死腹中。

## 結論
大洋反潛哨戒機的確比起東海反潛哨戒機較為優秀，可是日本海軍在第二次世界大戰前不受重視巡邏、搜索反潛艇攻方式，導致日本海軍艦隊的多種艦艇日益損失。而陣容龐大和強大軍兵與工業力量的美國海軍在第二次世界大戰前研製團結飛機公司PB4Y(43年正式服役)，重視巡邏、搜索反潛艇攻方式來對付納粹德國海軍的U艇，整體來說日本海軍才發現反潛哨戒機的用途是太遲和可惜與遺憾。

## 基本資料(計劃值)
(Q2M)
- 全長:18.75米
- 全寬:25米
- 全高:4.75米（三個起落架着地）
- 主翼面積:62.5平方米
- 自重:8850公斤
- 全備重量:13600公斤
- 引擎:兩台三菱MK4T-B火星二五型14氣缸空冷星型引擎(1,850匹馬力)
- 螺旋槳:VDM式恆速四翅．直徑3.4公尺
- 最高速度:490公里/小時 (高度為4,500米)
巡航速度:306公里/小時 (高度為2,000米)
- 航續距離:2500至3704公里 (裝備重量和入滿燃料的變化場合)
- 武裝:兩門20毫米九九式機炮、兩挺13.2毫米二式機槍
- 炸彈:1000公斤或魚雷或深水炸彈
- 乘員:6名

## 研發國家
- 日本

## 外部連結
- http://www.geocities.co.jp/Bookend-Ohgai/3853/jnrs/jnrsC316.htm#name1（页面存档备份，存于） (幻之翼)